# 愛川町
愛川町（日语：／ Aikawa machi */?）是神奈川縣北部的一町。

## 交通
町內沒有鐵路。
1. ↑  . www.town.aikawa.kanagawa.jp.   [2022-02-25]. （原始内容存档于2021-06-15） （日语）.